# Lamtuna
I Lamtuna (in berbero ⵉⵡⵉⵍⵍⵉⵎⵎⵉⴷⵏ, Ilemteyen) sono una tribù berbera nomade appartenente alla confederazione Iẓnagen / Sanhaja (Zenaga), che tradizionalmente abitava le aree da Sous all'altopiano di Adrar. 

## Storia
I Lemtuna sono una delle tribù berbere arrivate in Mauritania nell'ottavo secolo. Nel IX secolo, avevano raggiunto dominio politico nelle regioni di Adrar e Hodh. Insieme a due altri importanti gruppi berberi, i Messufa ed i Djodala con i quali costituirono la Confederazione di Sanhadja. Dalla loro capitale, Aoudaghast,  controllarono questa confederazione e le rotte occidentali le quali erano molto usate in seguito al commercio delle carovane sahariane, reso possibile dall'introduzione del dromedario e che aveva consentito a queste attività di prosperare.
Durante il periodo degli Almoravidi, molti Lamtuna emigrarono verso nord. Attualmente, la tribù Lemtuna ha sede nel sud della Mauritania (Monguel e Agueilat). 
Durante l'XI secolo, le tribù Lamtuna, Godala e Masufa furono unite sotto il capo Lamtuna, Abu Abdallah Muhammad ibn Tifat (Tarsina). Dopo la morte di Tarsina, il suo successore Yahya ibn Ibrahim, della tribù Godala, sposò un membro della famiglia Urtantac che governava i Lamtuna, espandendo sia la sua influenza personale che quella della famiglia. I Lamtuna sedevano al vertice della classe dirigente e ricoprivano posizioni in importanti incarichi amministrativi e militari nella dinastia degli Almoravidi. Dopo la morte di Abdallah ibn Yasin nel 1059, la leadership degli Almoravidi fu assunta dal capo dei Lamtuna, Abu Bakr ibn Umar, che combatté contro i ribelli in Mauritania nel 1060. Suo cugino, Yusuf ibn Tashfin, continuò a guidare gli Almoravidi nel Marocco meridionale e fu sotto la sua guida che la maggior parte del Maghreb e di Al-Andalus fu conquistata.
I Lamtuna rivendicano la discendenza dal regno himyarita, con uno dei capi a volte indicato come Saharawi (colui che proviene dal Sahara). Questo nome è raramente utilizzato nelle fonti arabe e non sembra riferirsi a un gruppo specifico. I dati genealogici suggeriscono che il DNA potrebbe essere stato introdotto da invasori provenienti dalla penisola arabica.

## Personaggi noti
- Abu Bakr ibn Umar
- Yusuf ibn Tashfin
- Yahya ibn Umar al-Lamtuni